# Zsuzsanna Lovász-Pavlik
Zsuzsanna Lovász-Pavlik; z d. Lovász (ur. 17 grudnia 1976 w Budapeszcie), była węgierska piłkarka ręczna, reprezentantka kraju grająca na pozycji prawoskrzydłowej. Wicemistrzyni Świata 2003. Brązowa medalistka mistrzostw Europy 2004.
W 2009 r. zdecydowała się na zakończenie kariery sportowej.

## Sukcesy

### reprezentacyjne
- Mistrzostwa Świata:
  -  2003
- Mistrzostwa Europy:
  -  2004

### klubowe
- Mistrzostwa Węgier:
  -  2004
  -  2005, 2008
  -  2001, 2002, 2003, 2006, 2007
- Puchar Węgier:
  -  2004
- Puchar EHF:
  -  2002